# 雑兵めし物語
『雑兵めし物語』（ぞうひょうめしものがたり）は、重野なおきによる日本の漫画作品。『まんがライフオリジナル』（竹書房）にて、2021年1月号から連載中。

## あらすじ
戦国時代を舞台に雑兵の食事情を描いた物語。天下取りよりも今日のご飯が重要な者たちを主役にした歴史ドラマが展開される。
時は天文十七年（1548年）、信濃国小笠原家の雑兵である作兵衛と弟分の豆助は、塩尻峠の戦いから敗走する中、武田軍に破られた武家の娘・つるを救出した。作兵衛は、帰る家を失ったつるを連れて村に戻り、流れで共同生活を始める。戦乱の時代、村の収穫物だけで生活するのは難しく、作兵衛は機会があれば雑兵として戦場へ出向いて飯の種を稼ぐ、日々の糧を得るために奮闘する。

## 登場キャラクター

### 庶民
作兵衛
本作の主人公。飯を食べるために戦に赴く戦国雑兵。物語冒頭では25歳、子供頃戦争で両親を失って、雑兵の先輩である伝蔵に拾われて林城付近の村に流れ着いた青年。そのため田地を持っていなく、普段は村の雑用と用心棒として生活している。
元はよそ者であるため、村が雑兵や人夫徴集の義務を課される時に真っ先に出向かう。雑兵として参陣すれば飯を支給され、まだ死んだ人間の武具など金品を略奪できる機会もあり、作兵衛自身も、戦争を出稼ぎの機会、平和が続くと逆に餓死する恐れが高い、と認識する戦国時代的な価値観を持っている。しかしあくまで生きるために雑兵をしており、積極的に人を殺すや襲うことをしない。
戦場とサバイバル知識は豊富の熟練雑兵ではあるが、武芸は一般兵の域を出ない。
貧乏ながら面倒見はよく、孤児の豆助と家を失ったつるの世話を焼いてる。料理好きで戦の最中でさえしばしばひょんなことから料理の事を連想してしまう。
つるに好意を抱いているが、身分と年齢の差を考えて行動に移せない。
つる
本作のヒロイン。物語冒頭では15歳、諏訪の矢島家に仕えていた武士の娘。武田軍に攻めこまれ、父をはじめ家族全員が殺された。自分も武田軍の雑兵に捕まりそうになり辛うじて逃げた途中で作兵衛らに救出され、作兵衛の使用人の形で共同生活を始めてしまう。
食いしん坊で何でも美味しく食べる、作兵衛さえ味が苦手のスギナも問題なく食べる、食への意欲は強く、摘まみ食いの癖は作兵衛らから良く指摘される。元は武家の娘のため庶民生活への知識が乏しく、本作はつるの疑問に答えながら、戦国時代の庶民生活を紹介する形を取っている。
武家生活時代は勉強をサボりがちのだが、一応字を読めると武家間の関係性を把握している。庶民生活への適応力は高く、作兵衛との貧乏生活に苦しむ樣子はない。
作兵衛に好意を抱いているが、作兵衛は鈍感の上に身分と年齢の差に配慮しており、つる本人も奥手なので、関係は進めない。
豆助
作兵衛の弟分である同じ村の新米雑兵。山に捨てられた孤児で作兵衛以上に貧乏、（作兵衛曰く半日あれば建てる程度の）掘っ建て小屋を立てて住んでいる、しかし本人は楽天家の野生児で自分の際遇を気にしない。
教育を受けていない上に戦場経験も人生経験も少なく、本作は作兵衛が豆助を教える流れで戦国時代の雑兵生活を紹介する形を取っている。
雑兵や山賊数人程度ならば刀一本で瞬殺できる天性の戦闘感があり、作兵衛からは「井の中の龍」と例えられる。しかしあくまで一雑兵、「不死身の鬼美濃」相手だと流石に手も足も出ない。武芸を活かして武家への仕官を試したが、武芸以外侍として必要な才能はなく、不採用になった。
魚取りと狩りは得意で、作兵衛家より食生活が良い、時々裾分けして来る余裕を持つ。
同じ村の農民娘小菊と仲はよく、しかし二人とも若いためまだ結んでいない。
小菊
作兵衛ら村の農民娘。作兵衛の頼みでつるに保存食の作り方を教えることをきっかけに、つると友達となっている。非常にたくましく、地震で頭が農具に打たれても直ぐ畑仕事に駆け出す。現実主義で、戦場に出る豆助らの身を心配するが、あくまで生活を優先とする。作兵衛が雑兵として出稼ぎに行く時、留守のつると協力することが多い。豆助と仲がいい。
村長
作兵衛ら村の村長、本名は村野長次郎。惣村の指導者を務める地元の名主で良い人ではあり、本来はよそ者の作兵衛とつるらを受け入れる寛大さを持つ。村民の生活に色々と腐心しているが、村を取り囲む厳しい環境にどうしようもない。統治者らの命令と稼ぎ仕事の話を伝達する役をしていて、山賊退治など荒事を作兵衛に指揮を頼むこともある。
ヒゲダルマ
長らく作兵衛ら村を守って来た寺の住職。行くあてのない者を受け入れるが、それが仇になって賊の一味を収容して襲われて寺を焼かれたこともあった。しかし賊を返り討ちにできるほどの強さをもつ僧兵でもある。物語冒頭、作兵衛も最初はつるを寺に預けたいと思っていたが、まさに寺が焼かれて住職が賊を追って不在のために断念した。
肉食忌避の戒律を守っていて、初登場の時に訪ねて来た作兵衛らに精進料理を振る舞う。しかし単行本のおまけページによればこっそり飲酒している。
さより
作兵衛と懇意にしている万屋の女性店主、強面な大男である弟の牛之介を用心棒にして一緒に店を経営し、作兵衛が戦場から奪ったや拾った金品を買い取っている。ほんわかっしているが、かなり強欲で、「何でも買い何でも売る」を信条とする。初登場の時に作兵衛がつるを売りに来たと勘違いして、人身売買にも手を出している模様。作兵衛に越後への塩買いを依頼する際、契約違反したら牛之介を使って地の果てまで追い殺すと公言し、作兵衛からも恐れている。

### 武士
小笠原長時
作兵衛ら村近辺を統治する信濃国の大名、名家の当主で人格者、家伝の小笠原流弓術を初め武家としての才能も優れるが、庶民の心は分からず、しばしば雑兵や庶民の嘆き声を前向きに解釈する。小笠原家は武田家の信濃侵攻を受ける度に雑兵を徴集し、戦を飯の種を稼ぐ機会と捉えれる作兵衛も積極的に小笠原軍に参陣する。
山家昌治
小笠原家の家臣。ズル賢くて偉ぶってて評判よくない。天文十八年、小笠原家の配置転換で作兵衛ら村が山家昌治の統治下に入り、しかし凶作のため年貢を納めることができず、年貢の減額を拒む山家昌治と激しく対立した。
山田山蔵
作兵衛ら村の代官を務める山家家臣。年貢抗争で凶作に苦しむ村民に同情するが、主君との板挟みになってしまう。作兵衛の入れ知恵で主君に諫言し、事態を打開するきっかけを作った。
村上義清
小笠原領の隣の地域を統治する信濃国の大名。小笠原長時と同じく武田家の信濃侵攻に抵抗している。天文十八年、平原城の戦いの際に最新兵器の鉄砲を部下の平原信盛に与え、稼ぐ機会を求めて村上軍に参陣した作兵衛らがその使用を目撃してしまう。
馬場信春
武田家の家臣、渾名は「不死身の鬼美濃」。冷静冷徹な性格で、人間離れる強さと深い智謀を持っていて、天文十七年、村井城の戦いで作兵衛ら小笠原軍を容易く撃破した。同作者の漫画『信長の忍び』に登場する同一人物の若き頃として描かれている。
小島弥太郎
「鬼小島弥太郎」と呼ばれる長尾景虎の家臣、塩買いの帰り道で山賊に襲われた作兵衛らの危機を救えた。主君の長尾景虎も一瞬だけに登場する。

## 書誌情報
- 重野なおき 『雑兵めし物語』 竹書房〈バンブーコミックス〉、既刊3巻（2025年1月29日現在）
  1. 2022年7月29日発売[5]、ISBN 978-4-8019-7805-8
  2. 2023年5月29日発売[6]、ISBN 978-4-8019-8060-0
  3. 2025年1月29日発売[7]、ISBN 978-4-8019-8548-3